# 29450 Tomohiroohno
29450 Tomohiroohno este un asteroid din centura principală de asteroizi.

## Descriere
29450 Tomohiroohno este un asteroid din centura principală de asteroizi. A fost descoperit pe 28 august 1997 la Nanyo de Tomimaru Okuni. Asteroidul prezintă o orbită caracterizată de o semiaxă mare de 2,32 ua, o excentricitate de 0,07 și o înclinație de 4,0° în raport cu ecliptica.